# Aeropuerto de Maastricht Aquisgrán
El Aeropuerto de Maastricht Aachen, nombre oficial: Maastricht Aachen Airport, (IATA: MST, OACI: EHBK) es un aeropuerto regional a 9 km al noreste de Maastricht, en el municipio de Beek, Países Bajos, y no más lejos de Aquisgrán, Alemania.
El Centro de control del espacio superior de Maastricht (MUAC) de la Organización Europea para la Seguridad de la Navegación Aérea (Eurocontrol) también está ubicado en el aeropuerto. Las instalaciones disponibles en el aeropuerto son un restaurante, un hotel, un mirador, centro de atención médica, una compañía de taxi, visión a la plataforma y aparcamientos de larga estancia.
El número de operaciones descendió significativamente entre 2005 y 2007 comparado con el tráfico en años precedentes debido a que la escuela de vuelo, Nationale Luchtvaart School, que tenía su base en el aeropuerto, movió todas sus operaciones de vuelo a Évora en Portugal. En verano de 2007, regresaron los vuelos de entrenamiento al aeropuerto con Stella Aviation Academy moviéndose a las instalaciones anteriormente utilizadas por NLS. En 2007, hubo un total de 19.454 operaciones, un 35% más que en 2006.
En 2019 la Provincia de Limburgo compró el aeropuerto a sus antiguos dueños por la simbólica cantidad de 1 euro tras limitar los planes de expansión que tenían previsto.
Es el segundo mayor centro de operaciones de vuelos de carga de Holanda. En 2021, el aeropuerto tuvo 97.650 pasajeros, después de un máximo de 435.800 pasajeros en 2019. Esta reducción fue debida a las restricciones por la pandemia de COVID-19. Es el aeropuerto más importante de Países Bajos en cuanto a carga.
En octubre de 2022, Schiphol Group cerró la compra del 40% del aeropuerto a cambio de 4,2 millones de euros.

## Aerolíneas
Ryanair vuela desde Maastricht con vuelos regulares a Barcelona, Alicante, Pisa, Zadar y Londres. Añadirá un vuelo a Oporto a partir de otoño de 2022. Especialmente durante la temporada de verano, el aeropuerto es también utilizado por diversas aerolíneas chárter. Corendon también opera vuelos a destinos turísticos tales como Kos o Gran Canaria. Es también frecuente el uso de las instalaciones por aviones privados, especialmente durante el TEFAF anual (La Feria Europea de Arte Moderno) en Maastricht.
Varias aerolíneas de carga vuelan desde el aeropuerto de Maastricht Aquisgrán, como AirBridgeCargo Airlines, Atlantic Airlines, Cargolux y Turkish Airlines que tienen vuelos regulares. Qatar Airways y Royal Jordanian también tienen vuelos de carga regulares al aeropuerto. Esta última operó vuelos de pasajeros al aeropuerto puntualmente durante el verano de 2022.
También existe un importante tráfico asociado a la presencia de instalaciones de mantenimiento y pintura en el aeropuerto.

## Desarrollo
En julio de 2004, el 100% de las acciones del aeropuerto fueron adquiridas por OmDV, un consorcio aeroportuario de la compañía de inversión Omniport y de la compañía de construcción Dura Vermeer, convirtiéndose en el primer aeropuerto totalmente privatizado de los Países Bajos.
Se han efectuado importantes inversiones en la infraestructura del aeropuerto desde que ha sido privatizado. Entre agosto y octubre de 2005, la pista fue reasfaltada y renombrada como 03/21 (antes 04/22) para compensar los cambios de la orientación magnética de la tierra. El aeropuerto originalmente tenía dos pistas; la segunda (más corta, con 1080 m) pista (07/25) fue cerrada y destruida para dejar espacio a una nueva terminal de carga e instalaciones adicionales de mantenimiento. La construcción de las nuevas instalaciones comenzó en abril de 2008.
El sistema de aterrizaje instrumental (ILS) de la pista 21 fue mejorado a la categoría III en 2008, que permite aterrizajes en condiciones de muy baja visibilidad. Tan sólo hay otro aeropuerto, el Aeropuerto de Ámsterdam-Schiphol, en los Países Bajos que cuente con un ILS de categoría III.
Se planteó cerrar el aeropuerto de forma definitiva debido a que se creía que su impacto social era bajo. En verano de 2022, la provincia de Limburgo decidió mantenerlo abierto y operativo.
Tras la compra del 40% del aeropuerto por parte de Schiphol Group, se acordó que el grupo añadiese 800.000 euros a un fondo medioambiental.

## Aerolíneas y destinos

### Pasajeros
| Aerolíneas              | Destinos                                                                        |
| ----------------------- | ------------------------------------------------------------------------------- |
| Corendon Airlines       | Antalya Estacional: Bodrum, Ohrid                                               |
| Corendon Dutch Airlines | Estacional: Gran Canaria, Heraclión, Kos, Málaga, Rodas, Zante                  |
| Ryanair                 | Alicante, Barcelona, Bari, Londres–Stansted, Oporto Estacional: Cracovia, Zadar |

### Carga
- AirBridgeCargo Airlines |
- Amapola Flyg | Gotemburgo
- Atlantic Airlines | Coventry
- Avión Express |
- Cargolux | Nairobi, Luxemburgo, Latacunga, Milán-Malpensa, Johannesburgo
- Pskovavia | Pskov
- Royal Jordanian | Amán
- Turkish Airlines | Estambul, Acra

## Conexiones de transporte terrestre
- El aeropuerto está ubicado junto a la autovía A2, en la salida 50.
- La estación de trenes más cercana es la Estación de tren de Beek-Elsloo.
- Hay un servicio de autobús (línea 30), operado por Arriva, que conecta el aeropuerto con las estaciones de tren de Sittard y Maastricht. Desde ambas estaciones se puede conectar con el resto de Países Bajos y con Bélgica mediante tren.
- También hay taxis disponibles en el aeropuerto.